# Mastomys huberti
Mastomys huberti — вид гризунів із родини мишевих (Muridae), поширений у Буркіна-Фасо, Гамбії, Малі, Мавританії, Нігерії та Сенегалі та, можливо, у Гвінеї, Гвінеї-Бісау та Нігері. Його природними середовищами існування є сухі савани, субтропічні або тропічні сезонно вологі або затоплені низинні луки, орні землі, сільські сади, міські території, зрошувані землі та сезонно затоплювані сільськогосподарські угіддя.